# In Solitude
In Solitude je švédská heavymetalová skupina, která byla založena v roce 2002 ve městě Uppsala. Původní sestavu skupiny tvořil zpěvák a kytarista Henrik Helenius, kytarista Niklas Lindström, baskytarista Gottfrid Åhman a bubeník Uno Bruniusson. V roce 2003 se ke skupině přidal zpěvák Pelle „Hornper“ Åhman a roku 2005 ji opustil Henrik Helenius, kterého nahradil Mattias Gustavsson (ten ze skupiny odešel v roce 2009). Od roku 2010 ve skupině hraje druhý kytarista Henrik Palm. Skupina do roku 2013 vydala celkem tři studiová alba, posledním z nich je Sister.

## Diskografie
- In Solitude (2008)
- The World. The Flesh. The Devil. (2011)
- Sister (2013)